# Пачоју (Арђеш)
Пачоју (рум. Păcioiu) насеље је у Румунији у округу Арђеш у општини Кошешти. Oпштина се налази на надморској висини од 406 m.

## Становништво
Према подацима из 2002. године у насељу је живело 753 становника, од којих су сви румунске националности.